# Daphnella gemmulifera
Daphnella gemmulifera là một loài ốc biển, là động vật thân mềm chân bụng sống ở biển trong họ Conidae.

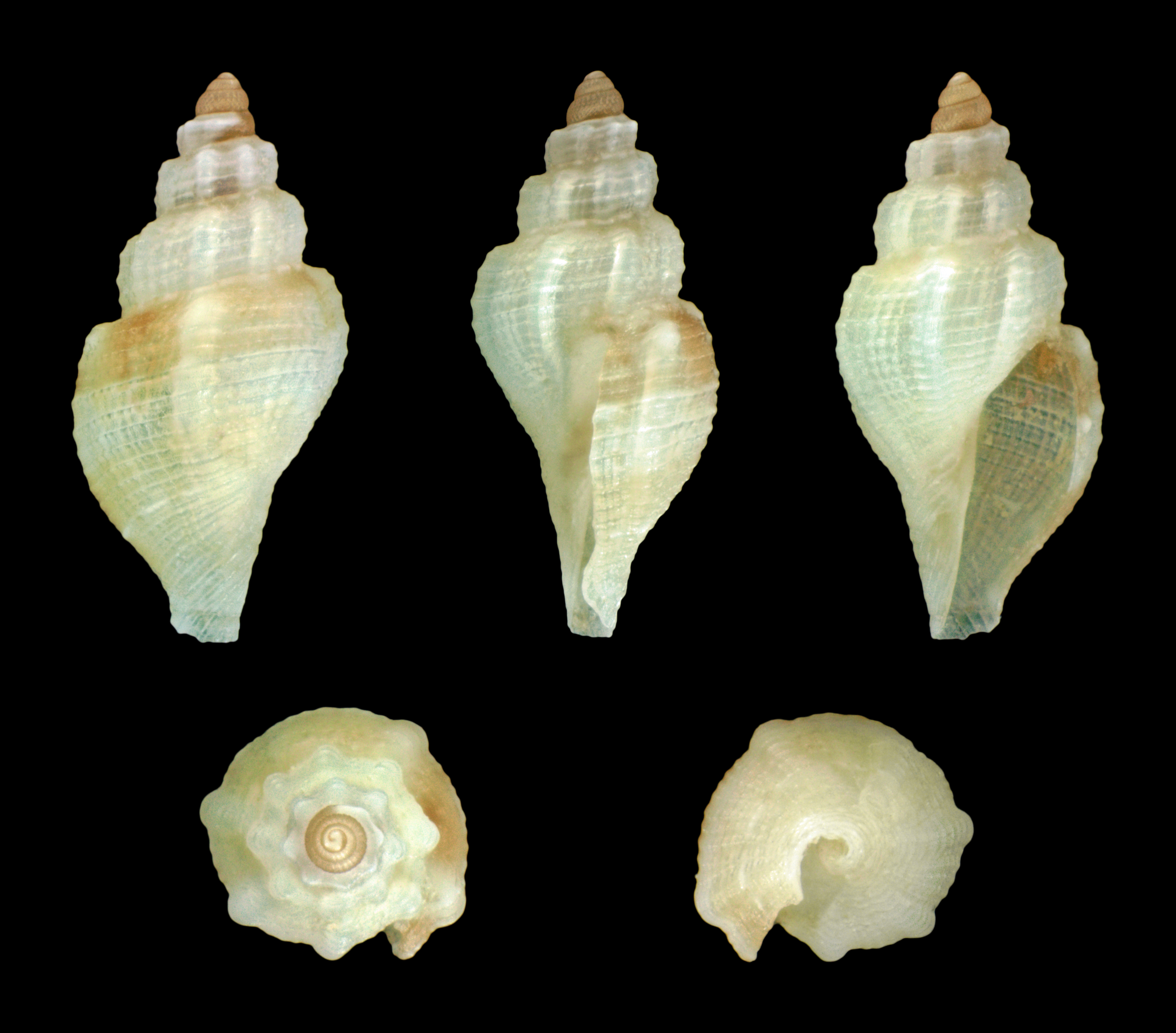
Vị thành niên